# Brejo de altitude
Os brejos de altitude, brejo interiorano, florestas de Caatinga ou florestas de serra são ilhas de florestas úmidas no polígono das secas, no interior da Região Nordeste do Brasil. Essas formações ocorrem em áreas de relevo acidentado em áreas acima de 500 metros de altitude, e clima tropical úmido, marcadas pela influência das chuvas orográficas que leva a maior pluviosidade e temperaturas mais amenas que contrastam com a matriz semi-árida circundante. A biodiversidade dos brejos de altitude testemunha dinâmicas evolutivas e biogeográficas peculiares, abrigam expressiva riqueza e várias espécies animais e vegetais endêmicas, incluídas no “Centro de Endemismo Pernambuco”, um importante centro de endemismo da América do Sul . Sua vegetação é em geral sempre verde com árvores altas espécies típicas da Mata Atlântica e da Amazônia, mas também pode apresentar espécies da Caatinga, principalmente em áreas de borda. 
Os brejos de altitude representam um testemunho de uma antiga conexão entre a Amazônia e a Floresta Atlântica. A maior parte da região neotropical era coberta por florestas tropicais durante o Paleógeno . O soerguimento da Cordilheira dos Andes e as mudanças climáticas durante o Paleógeno resultaram na formação de uma diagonal seca de formações abertas e a separação das florestas úmidas em dois grandes blocos, a Floresta Atlântica e a Floresta Amazônica . Durante o Pleistoceno Amazônia e a Mata Atlântica estabeleceram conexões que permitiram a criação de um fluxo gênico através das florestas de galeria do Cerrado e os refúgios florestais inseridos na Caatinga, que atuaram como corredores biogeográficos entre os blocos florestais .
Essas formações são áreas de exceção, definidas como ilhas ou enclaves úmidos que contrastam com as áreas no seu entorno, predominantemente semiáridas, dessa forma, demonstram evidências da Teoria dos Refúgios que moldaram a atual distribuição de linhagens . Há histórias evolutivas distintas entre os brejos de altitude, modelos indicam que os enclaves de Araripe e Pernambuco/Paraíba tiveram conectividade variável ao longo do tempo, com isolamento recente, os enclaves do Norte do Ceará mostram isolamento prolongado e sinais de gargalo populacional. Os enclaves da Chapada Diamantina, ao sul, apresentaram alta conectividade com florestas costeiras.

## Geografia
Os brejos de altitude são encontrados em áreas do Planalto da Borborema, Chapada do Araripe, Depressão Sertaneja Meridional, Serra da Ibiapaba e Maciço de Baturité. O relevo acidentado cria uma barreira natural às massas de ar, que, através do sistema de chuvas orográficas, acabam despejando nas vertentes a barlavento e escarpas assimétricas criando micro-climas únicos com temperaturas brandas e com maior umidade, capazes de assegurar condições ideais ao desenvolvimento de uma flora mais exuberante. Boa parte dos brejos de altitude estão localizados nos pontos mais elevados do Planalto da Borborema, entre os estados da Paraíba e Pernambuco, onde o domo alcança suas maiores elevações.

## Distribuição
Os brejos de altitude cobrem aproximadamente 2.626,68 km² de extensão do Brasil, representados por mosaicos de vegetação da Mata Atlântica, Amazônia, Cerrado e Caatinga (Medeiros e Cestaro, 2019)
O quadro a seguir relaciona 65 Brejos identificados no Nordeste, dos quais 31 estão em Pernambuco, 14 no Ceará, 4 no Rio Grande do Norte, 2 na Bahia e 1 em Alagoas. 
| Localidade | Estado | Referência         |
| Brejo do Planalto da Borborema | AL     | A2                 |
| Chapada Diamantina | BA     | A2                 |
| Serra do Espinhaço | BA     | A2                 |
| Chapada do Araripe | CE     | A5, A2, A7         |
| Planalto da Ibiapaba | CE     | A2, A7             |
| Serra da Aratanha | CE     | A2, A7             |
| Serra de Baturité | CE     | A5, A2, A1, A7     |
| Serra de Ibiapina | CE     | A1                 |
| Serra de Inhuçu | CE     | A1                 |
| Serra de Maranguape | CE     | A2, A7             |
| Serra da Meruoca | CE     | A1, A2, A7         |
| Serra de Pacatuba | CE     | A2                 |
| Serra de São Benedito | CE     | A1                 |
| Serra de Tianguá | CE     | A1                 |
| Serra de Ubajara | CE     | A1                 |
| Serra de Uruburetama | CE     | A1                 |
| Serra de Viçosa | CE     | A1, A2             |
| Brejo de Alagoa Nova | PB     | A1                 |
| Alagoa Grande | PB     | A5                 |
| Brejo de Araruna | PB     | A1                 |
| Brejo de Areia | PB     | A1                 |
| Brejo de Bananeiras | PB     | A1                 |
| Brejo do Bonito | PB     | A1                 |
| Brejo do Planalto da Borborema | PB     | A2                 |
| Brejo Princesa Isabel | PB     | A1, A3             |
| Serraria | PB     | -                  |
| Solânea | PB     | -                  |
| Serra de Teixeira | PB     | A1, A3             |
| Serra de Umbuzeiro | PB     | A1                 |
| Brejo Agrestina | PE     | A1                 |
| Brejo Belo Jardim | PE     | A1, A4             |
| Brejo Bonito | PE     | A2, A4             |
| Brejo Beturi | PE     | A3, A6             |
| Brejo Buíque | PE     | A4, A5             |
| Brejo dos Cavalos | PE     | A1, A3             |
| Brejo Camocim de São Félix | PE     | A1, A4             |
| Brejo Catimbau | PE     | A1                 |
| Brejo Garanhuns | PE     | A4                 |
| Brejo Gravatá | PE     | A1, A4             |
| Brejo da Madre Deus | PE     | A2, A4             |
| Brejo Mimoso | PE     | A1                 |
| Brejo Poção | PE     | A1, A3, A6         |
| Brejo Sanharó | PE     | A1, A2             |
| Brejo de São Miguel | PE     | A1                 |
| Serra do Arapuã | PE     | A1                 |
| Serra do Araripe | PE     | A1                 |
| Serra do Comunati | PE     | A1                 |
| Serra do Genipapo | PE     | A1                 |
| Brejo de São Vicente Férrer | PE     | A4                 |
| Brejo da Serra Negra – Bezerros | PE     | A1, A3, A4, A5, A6 |
| Brejo da Serra Negra – Floresta | PE     | A1, A3, A5         |
| Brejo da Serra Verde | PE     | A2, A4, A6         |
| Serra do Olho Dágua | PE     | A1                 |
| Serra do Ororobá e Sabiá | PE     | A1, A3             |
| Serra das Varas | PE     | A1, A6             |
| Serra do Vento | PE     | A1, A3             |
| Brejo Tacaimbó | PE     | A2                 |
| Brejo Tacaratu | PE     | A1, A3             |
| Brejo Taquaritinga do Norte | PE     | A1, A3, A4         |
| Brejo Triunfo | PE     | A1, A3, A5         |
| Serra de Martins | RN     | A1, A8             |
| Chapada do Apodi | RN     | A1                 |
| Serra de Luís Gomes | RN     | A1                 |
| Serra de Santana | RN     | A1                 |
| A1: Vasconcelos Sobrinho (1971); A2: Sousa e Oliveira (2006); A3: Cabral et al. (2004); A4: Lins (1989). A5: Ab’Sáber (1999); A6: Rodrigues et al. (2008); A7: Freire (2007); A8: Medeiros (2016). |        |                    |

## Biodiversidade

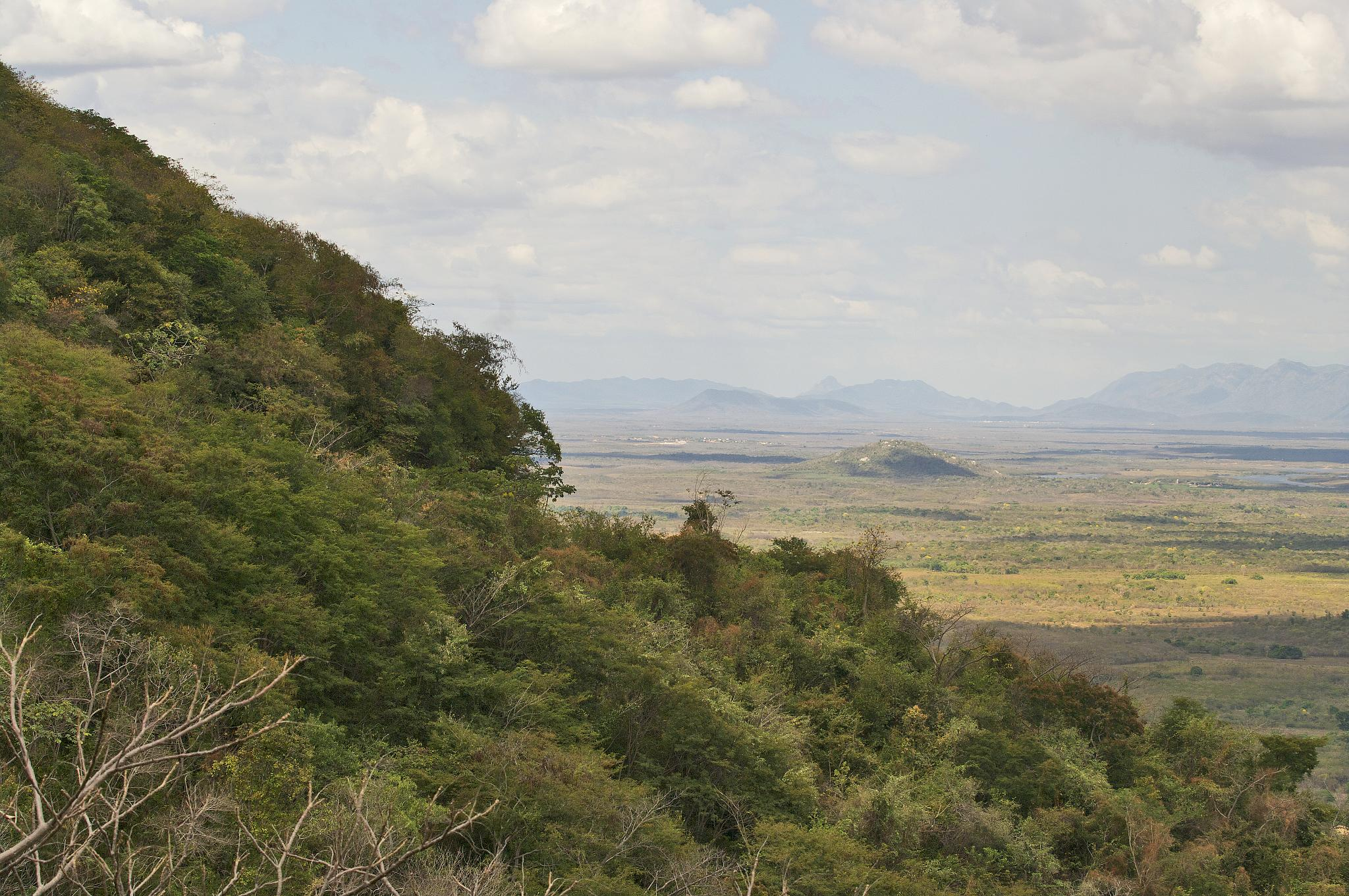
Brejos de altitude em Sobral, no Ceará, no Brasil.

São diversos os fatores do ambiente físico que determinam a sobrevivência de espécies nessas áreas relictuais, relacionados ao relevo e elementos climáticos como temperatura e precipitação. A altitude mais elevada (próx. a 600m) permite a ocorrência das chuvas orográficas, garantindo maiores níveis pluviométricos e temperaturas mais amenas que condicionam a presença de espécies de mata úmida. Além disso, a maior condensação de vapor d’agua devido a altitude promove um aumento da nebulosidade que permite uma diminuição da evapotranspiração potencial 

### Flora
Os brejos de altitude apresentam características botânicas bem particulares, contrastando com a caatinga encontrada no interior das regiões semiáridas do Nordeste brasileiro.
A cobertura vegetal dos brejos de altitude varia segundo a fitofisionomia dos locais onde são encontradas, englobando vegetações perenes, caducifolias, espinhosas e rupícolas. Podem ser dividas principalmente em:
- Floresta Ombrófila Aberta ou fechadas tipo sub-montana: encontrada entre altitudes de 100 a 600 metros, sendo exemplos desse tipo vegetação os remanescentes florestais da Mata do Brejo na microrregião do Brejo Pernambucano nas proximidades da cidade de Bonito, no Agreste de Pernambuco.
- Floresta Estacional ou Ombrófila Aberta tipo montana (Mata Serrana): Encontrada em altitudes superiores a 600 metros, sendo exemplo desse tipo de vegetação a flora do Brejo dos Cavalos, situada na encosta leste do Planalto da Borborema, a uma altitude que varia entre novecentos a mil metros, no município de Caruaru, na Mesorregião do Agreste Pernambucano.

Como espécies de flora ameaçada destacam-se espécies de Bromeliaceae como Aechmea eurymbus, Aechmea fulgens, Aechmea lingulata, Ananas comosus, Billbergia porteana, Cryptanthus burle-marxii, Cryptanthus zonatus, Hohenbergia catingae, Orthophytum disjunctum, Guzmania monostachia, Tillandsia juncea, Vriesea limae e Vriesea oleosa. 

### Fauna
Atualmente são reconhecidas 7 famílias, 37 gêneros e 63 espécies de Herpetofauna para 16 Brejos que foram estudados. Algumas consideradas raras, assim como as serpentes Cobra Corredeira (Echinanthera cephalomaculata), Surucucu (Lachesis muta) e Surucucu de Fogo (Spillotes sulphureus). E outras mais comuns como Coral Verdadeira (Micrurus ibiboboca), Jibóia (Boa constrictor), Salamanta (Epicrates assisi) e Falsa Coral (Oxyrhopus trigeminus)
Para Avifauna foram observadas 251 espécies pertencentes a 40 famílias, sendo 19 endêmicas as áreas de Caatinga e 18 incluídas em categorias de ameaça, como Myrmotherula snowi (Thamnophilidae), Synallaxis infuscata (Furnariidae), Phylloscartes ceciliae (Tyrannidae) e Curaeus forbesi (Fringillidae). Quanto aos mamíferos, até agora foram registradas cerca de 45 espécies, carecendo de mais estudos. 

## Curiosidades
Muitos municípios dos estados de Pernambuco e Paraíba sobre o Domo da Borborema (agreste e Sertão) estão situados em áreas de brejo ou próximos a essas regiões, devido à presença mais abundante de água do que em seu entorno semiárido e árido, como, por exemplo, em Garanhuns (Pernambuco) e Bananeiras (Paraíba).
Devido às suas qualidades excepcionais de solo e clima, os brejos foram alvo de desmatamento durante todo o processo de povoamento e ocupação do interior do Nordeste, levando à destruição de parte dos ecossistemas, espécies endêmicas e ameaçadas.